# Algonkinok

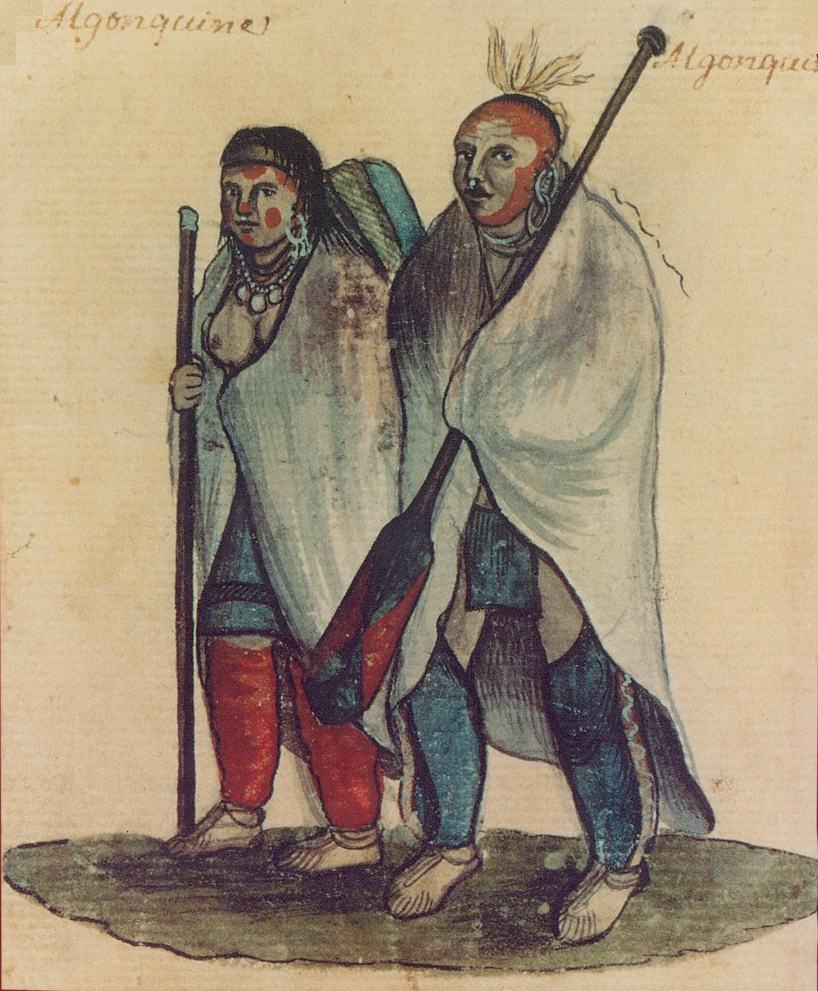
Algonkin pár. A franciák ezt a két algonkint pillantották meg legelőször az Ottawa folyó mentén. Anyanyelvükön a Kitcisìpiriniwak megnevezés „Ottawa menti férfiak”-at jelent, egyes számban: Kitcisìpirini. Ezek az emberek Ottawa folyó egyik szigetén található faluban laktak, emiatt a franciák „La Nation de l'Isle”, ami „A sziget Nemzetét” jelenti

Az algonkinok Kanadában élő, az északkeleti indiánok közé tartozó indián nép. Egy részük még beszéli az algonkin nyelvet, de többnyire franciául és angolul beszélnek.
Róluk kapta a nevét az algonkin nyelvcsalád, valamint a nyelvcsalád nyelveit beszélő úgynevezett algonkin népek.

## Kultúrájuk és történelmük
Kulturálisan és nyelvileg közeli rokonságban állnak az otavákkal és az odzsibvékkel.
Az algonkinok saját magukra használt neve Omàmiwinini (többes számban: Omàmiwininiwak) vagy Anicinàpe.
Az algonkinok a Kanadai-pajzs néven ismert hatalmas sziklás területen szétszórtan mindenütt látható sziklafestmények és a Midvivin Gyógyító Társaság nyírfakéregre karcolt szent ábrázolásainak bizonysága szerint gazdag művészeti hagyománnyal rendelkeznek. E nép szemében a teknős a legszentebb élőlények egyike, mivel számukra a földet és a föld termékenységét jelképezte. Hagyományos vallásuk a Midewiwin.
Az algonkinok nyírfakéreg kenuikon a vadászat, a gyűjtögetés és a halászat évszakonkénti körforgásában, a látszólag végtelen tavakat és vízi utakat járva, nomád életmódot folytattak. A területükön való vándorlásuk közben gyakran állítottak fel kéreggel vagy állatbőrökkel fedett, egyszerű, kúpos tipiket vagy sátrakat. Az állandóbb nyári és téli szállásaikon, ahonnét kirajzottak élelmet gyűjteni, vigvamokat építettek, melyeknek összevart nyír- és szilfakéreggel vagy állatbőrökkel fedett, vékony ágakból kialakított, kifinomult kupolaszerkezete volt.
A 18. században az irokézek a Huron-tó mentén élő algonkinokat legyőzték és keletre, illetve nyugatra kergették. A támadás oka, az irokézek földjén, a túlvadászat által csökkenő prémes állatok voltak.

## Mai helyzetük
Az algonkinok ma mintegy 11 ezren vannak és legtöbbjük a kanadai Québecben, illetve Ontarióban laknak, de algonkinok élnek a Virginiától a Sziklás-hegységig és északon a Hudson-öbölig terjedő óriási terület más részein is.
Az algonkin nyelvet a kanadai statisztika szerint kevesebb, mint háromezren beszélik.

## Fordítás
- Ez a szócikk részben vagy egészben  az   Algonquin című angol Wikipédia-szócikk ezen változatának fordításán alapul.  Az eredeti cikk szerkesztőit annak laptörténete sorolja fel. Ez a jelzés csupán a megfogalmazás eredetét és a szerzői jogokat jelzi, nem szolgál a cikkben szereplő információk forrásmegjelöléseként.